# Écotay-l'Olme
Écotay-l'Olme är en kommun i departementet Loire i regionen Auvergne-Rhône-Alpes i centrala Frankrike. Kommunen ligger i kantonen Montbrison som tillhör arrondissementet Montbrison. År 2022 hade Écotay-l'Olme 1 299 invånare.

## Befolkningsutveckling
Antalet invånare i kommunen Écotay-l'Olme
| Referens: INSEE |